# 岡山県道479号瀬戸宗掛線
岡山県道479号瀬戸宗掛線（おかやまけんどう479ごう せとむなかけせん）は、岡山県美作市を通る一般県道である。

## 概要
美作市瀬戸と美作市宗掛を結ぶ。

### 路線データ
- 起点：美作市瀬戸（岡山県道358号鷺巣溝口線交点）
- 終点：美作市宗掛（岡山県道388号馬形美作線交点）
- 総延長：2.96 km

## 歴史
- 1995年（平成7年）7月1日 - 岡山県告示第426号により認定される。
- 2005年（平成17年）3月31日 - 西粟倉村を除く英田郡に属する町村と勝田郡勝田町が対等合併して美作市が発足したことに伴い全線が美作市域のみを通る路線になり、併せて起終点の地名表記が変更される。

## 地理

### 通過する自治体
- 美作市

### 交差する道路
| 交差する道路            | 交差する場所 | 交差する場所 |
| ----------------------- | ------------ | ------------ |
| 岡山県道358号鷺巣溝口線 | 瀬戸         | 起点         |
| 岡山県道388号馬形美作線 | 宗掛         | 終点         |

### 沿線
- 作州武蔵 カントリー倶楽部（終点付近）